# Monsieur Dupont
Monsieur Dupont (Originaltitel: Dupont Lajoie) ist ein französischer Spielfilm von Yves Boisset aus dem Jahr 1974 mit Jean Carmet in der Hauptrolle. Der deutsche Fernsehtitel ist Monsieur Dupont – Zwischenfall an der Côte d’Azur. Auf den Internationalen Filmfestspielen Berlin 1975 erhielt er den Silbernen Bären. Die deutschen Erstausstrahlungen waren am 11. Oktober 1976 im ZDF und am 30. März 1985 im ersten Programm des DDR-Fernsehens.

## Handlung
Wie jedes Jahr Anfang August schließt Georges Lajoie sein Pariser Café, um mit seiner Frau Ginette und seinem Sohn Léon  in den Süden zu fahren. Trotz einer Baustelle in der Nähe, auf der arabische Arbeiter leben, findet die Familie Lajoie ihren angestammten Campingplatz „Camping Caravaning Beau-soleil“ mit Freude vor: da sind Loulou, der Campingplatzbetreiber, Maître Schumacher und seine Frau und schließlich die Colins mit ihrer Tochter Brigitte. Eines Abends bei einem Ball wird Georges Lajoie von einem Nordafrikaner angerempelt, aber ein Kampf wird knapp vermieden …
Die Sommerspiele „Intercamping“ unter der Leitung von Léon Tartafione ziehen viele Besucher an. Lajoie geht spazieren und trifft Brigitte, die sich nackt auf einer Wiese sonnt. Als Brigitte ihre Hose anzieht, versucht Ljoie sie zu küssen, was die junge Frau ablehnt. Während der Vergewaltigung drückt Lajoie mit einer Hand ihr Kinn zurück, was ihr das Genick bricht. Lajoie vergewaltigt sie, bevor er merkt, dass er sie gerade getötet hat. Um sein Verbrechen zu vertuschen, deponiert Georges die Leiche neben dem Einwandererheim der Algerier. Nach dem Mord ist der Campingplatz in Aufruhr. Hauptinspektor Boulard leitet die Ermittlungen. Der Arzt sagt, der Körper sei transportiert worden. Boulard verhört die Camper. Einige Urlauber stören sich daran, dass er nicht die Algerier verhört.
Ein Algerienkriegs-Veteran stachelt die Camper zum Sturm auf das Einwandererheim. Colin lässt sich verstört mitreißen. Einige Camper, unter ihnen auch Lajoie, stürmen mitten in der Nacht in die Unterkunft der Algerier. Ein Algerier wird angegriffen und schwer verletzt. Sein Bruder verteidigt sich: Er wird getötet, während zwei andere Arbeiter fliehen können.
Inspektor Boulard untersucht den Angriff durch die Touristen, doch Beamte des Ortes weisen ihn auf den Rückgang von Touristen oder sogar rassistischer Unruhen hin und versuchen, Boulard davon abzubringen, weiter zu ermitteln. Boulard entgegnet, dass er die Untersuchung nach eigenem Ermessen und bis zum Ende leiten werde.
Ein hochrangiger Beamter, der die Angelegenheit vertuschen will, sagt Boulard, dass die Untersuchung abgeschlossen werden muss. Als Boulard sich weigert, droht der Beamte, ihm die Untersuchung zu entziehen und seine Beförderung zum Kommissar zu verhindern. Umgekehrt würde seine Beförderung beschleunigt, wenn er den Fall aufgibt.
Später bittet Boulard den Camper Vigorelli und Lajoies Sohn Leon, gegen die Camper auszusagen, doch letztere weigern sich, die Angreifer zu denunzieren.
Die mörderischen Camper werden entlastet, da Boulard unter dem Druck der Justizbehörden seine Meinung geändert hat. Brigittes Mord wird dem toten Algerier zugeschrieben, und sein Tod anderen Algeriern, die ihn hingerichtet hätten, um die Ehre ihres Camps zu retten. Boulard drückt den Campern gegenüber zum Abschied seine Abscheu vor ihnen aus.
Einige Menschen sind stolz auf dieses schmutzige Ergebnis, andere fühlen sich schlecht. Colin weigert sich überwältigt, seine alten Freunde zu begrüßen, die den Campingplatz nach nur vier Urlaubstagen verlassen.
Leon ist wütend auf seinen Vater und verlässt seine Eltern.
Einige Zeit später, zurück in seinem Café, erzählt Lajoie seinen Stammgästen lügend, wie er und seine Freunde jene Algerier bestraft haben, die Brigitte ermordet hätten. Aber der Bruder des Getöteten betritt das Bistro. Er richtet eine abgesägte Schrotflinte auf Lajoie. Es werden zwei Schüsse abgegeben.

## Hintergrund
Die Entstehung des Films verlief nicht ohne Schwierigkeiten. Der Film ist teilweise inspiriert von der Welle rassistischer Morde in Südfrankreich in den frühen 1970er Jahren, insbesondere in Marseille und in Grasse im Sommer 1973. Der Drehort im Var, wo Boisset drehen möchte, war immer noch sehr sensibel. Drehgenehmigungen werden Boisset wiederholt entzogen.
Ein großer Teil der Außenszenen des Films wurde an den Stränden von Saint-Aygulf in Fréjus im Var gedreht. Die rechtsextreme und antiarabische Terrorgruppe Charles-Martel-Gruppe, die 1973 einen Bombenanschlag in Marseille ausgelöst hatte, bedrohte Boissets Team. Der Campingplatz, der Hauptdrehort, wurde mit Steinen, Granaten und Molotow-Cocktails beworfen. Die Statisten, die die Algerier spielen, fanden keine Unterkunft, und der Schauspieler Abderrhamane Benkloua wurde sogar angegriffen.
Die Zensur wollte den Film für Personen unter achtzehn Jahren verbieten, es sei denn, Boisset akzeptiert drei Schnitte: eine Dialogszene und zwei Einstellungen: eine auf Isabelle Hupperts Geschlecht sehen, und eine, in der der Kopf des Lynchopfers auf dem Bürgersteig aufschlägt. Boisset akzeptierte.
Der Film erschien im Februar 1975 in den Kinos. Er wurde von jenen, die nur den kontroversen Aspekt des Themas sehen wollten, schlecht aufgenommen. Manche Kinobetreiber weigerten sich, ihn zu zeigen, wie der Chef des Pathé-Kinos an der Place Clichy, der befürchtet, dass das vom Thema angezogene arabische Publikum seine „Stammgäste“ abschrecken würde.
Der Film wurde auch ein großer Erfolg und das wichtigste Werk von Yves Boisset. Er zeigt ein vereinfachtes, aber kompromissloses Bild gewöhnlicher Menschen, die sich gemeinsam von rassistischem Hass überzeugen lassen. Karikatur und Realismus verschmelzen hier. Die gute Besetzung sorgte für den Erfolg des Films: Jean Carmet als feiger und rassistischer Mörder, Victor Lanoux als stolzer und gutaussehender Ex-Algerienkämpfer und allgemein sympathische Schauspieler wie Jean-Pierre Marielle und Michel Peyrelon, die ihre Charaktere treffend als sowohl abscheulich wie auch gewöhnlich darstellten, als Archetypen des berühmten „Durchschnittsfranzosen“.
Das von Léo Tartaffione (Jean-Pierre Marielle) moderierte Camping-Fest wurde von der Fernsehsendung „Intervilles“ inspiriert, und der Rollenname Léo Tartaffione erinnert an den von Fernsehmoderator Léon Zitrone.
1975 brachten die Drehbuchautoren „Dupont Lajoie“ als Roman heraus.

## Kritiken
Filmdienst: Ein in seiner Charakter- und Milieuzeichnung bemerkenswertes Drama kleinbürgerlicher Feigheit.
Filmdatenbank BDFF: „Bemerkenswert ist die Klarheit, mit der Boisset im Verlauf der Ereignisse die Geißel des Rassismus analysiert, und es ist auch die Wandlung von der Farce zum Drama und dann zur Tragödie […] Wir wissen schon lange, dass Jean Carmet unter seinem Auftreten als Durchschnittsfranzose ein sehr großes Schauspieltalent verbirgt. Hier beweist er es: die Stimme, die Geste, das Auge: er meißelt den Charakter und schafft es auf großartige Weise, sich in den Henker Lajoie zu verwandeln, er, der so oft die Opfer spielte. Alle seine Partner geben dem Film auch einen naturalistischen Ton, der ihn stark macht.“
In Das große Personenlexikon des Films wird in der Biografie Boissets daran erinnert, dass der Regisseur in Monsieur Dupont „geschickt den dumpfen, unsichtbar brodelnden Ausländerhaß in den Köpfen der schweigenden Mehrheit der Franzosen, vor allem gegenüber Nordafrikanern“ thematisierte.

## Auszeichnungen
Dupont Lajoie erhielt auf den Internationalen Filmfestspielen Berlin 1975 den Silbernen Bären der Jury sowie den Leserpreis der Berliner Morgenpost.